# Hakka Plaza

O Hakka Plaza é um prédio multiúso com espaço de eventos localizado no bairro da Liberdade, região central de São Paulo e pertencente a Associação Hakka do Brasil, entidade ligada ao Escritório Econômico e Cultural de Taipei em São Paulo. Seu espaço de eventos fica localizado no térreo e recebe variados eventos culturais, feiras e convenções.
O prédio possui um espaço de eventos no térreo e primeiro andar e recebe variados eventos culturais, feiras e convenções. O Hakka Plaza também sedia o Centro Cultural do Escritório Econômico e Cultural de Taipei, o Centro de Meditação Fu Guang e o Centro Social Hakka do Brasil - todos mantidos em parceria com o consulado taiwanês de São Paulo.

## Características
Possui dois salões de eventos (nomeados Rubi e Diamante) localizados no térreo e primeiro andar do espaço social, sendo que o salão Diamante no térreo é frequentemente utilizado para shows e eventos privados, tendo uma área livre de 25 por 28 metros. Fica localizado na Rua São Joaquim, próximo a esquina com a Rua Galvão Bueno, no bairro da Liberdade. Tem capacidade para 1800 pessoas no total.

### Eventos
O Hakka Plaza recebe eventos variados ao longo do ano, principalmente shows e eventos menores, muitas vezes realizados pela comunidade asiática de São Paulo. Alguns eventos já realizados no espaço:
- Concerto "Long Live the Chase" (despedida do jogo Grand Chase no Brasil, 2015)[8]
- Shows beneficentes para a Associação Ikoi no Sono[9]
- Festival Guia dos Quadrinhos (Mercado das Pulgas)[10]
- KDT - Kpop Dance Tournament[11]
- Prêmio Quality (desde 2020)[12]
- Prêmio Águia Americana[13]